# 永井崇匡
永井 崇匡（ながい たかまさ、1995年1月4日 - ）は、日本の柔道家。
群馬県吾妻郡中之条町出身。学習院大学職員。

## 経歴
1歳の頃、網膜芽細胞腫により全盲となる。運動量が少なくなることを心配した両親のすすめにより、小学1年生から柔道を開始。
群馬県立盲学校（小学部）、筑波大学附属視覚特別支援学校（中学部・高等部）、学習院大学理学部数学科卒業。
2015年、2016年と全日本視覚障害者柔道大会で連覇。
ひざや足首のけがに苦しんだ時期があったものの、2018年のアジアパラ競技大会（インドネシア・ジャカルタ）で銅メダルを獲得。
2019年のアジアオセアニア選手権大会（カザフスタン・アティラウ）で銅メダルを獲得。2020年東京パラリンピック出場し7位。